# Grammy Awards 1984
Die Grammy Awards 1984 waren die 26. Verleihung des bedeutendsten US-amerikanischen Musikpreises.
Der Grammy wurde in 67 Kategorien aus 20 Feldern vergeben. Nach 1972 gab es auch zum ersten Mal wieder für zwei weitere Künstler jeweils einen Ehrengrammy für das Lebenswerk. Er sollte von nun an zu einer festen Einrichtung werden.

## Hauptkategorien
Single des Jahres (Record of the Year):
- Beat It von Michael Jackson

Album des Jahres (Album of the Year):
- Thriller von Michael Jackson

Song des Jahres (Song of the Year):
- Every Breath You Take von The Police (Autor: Gordon Sumner)

Bester neuer Künstler (Best New Artist):
- Culture Club

## Pop
Beste weibliche Gesangsdarbietung – Pop (Best Pop Vocal Performance, Female):
- Flashdance... What a Feeling von Irene Cara

Beste männliche Gesangsdarbietung – Pop (Best Pop Vocal Performance, Male):
- Thriller von Michael Jackson

Beste Darbietung eines Duos oder einer Gruppe mit Gesang – Pop (Best Pop Performance By A Duo Or Group With Vocals):
- Every Breath You Take von The Police

Beste Instrumentaldarbietung – Pop (Best Pop Instrumental Performance):
- Being With You von George Benson

## Rock
Beste weibliche Gesangsdarbietung – Rock (Best Rock Vocal Performance, Female):
- Love Is a Battlefield von Pat Benatar

Beste männliche Gesangsdarbietung – Rock (Best Rock Vocal Performance, Male):
- Beat It von Michael Jackson

Beste Darbietung eines Duos oder einer Gruppe mit Gesang – Rock (Best Rock Performance By A Duo Or Group With Vocals):
- Synchronicity von The Police

Beste Darbietung eines Rockinstrumentals (Best Rock Instrumental Performance):
- Brimstone And Treacle von Sting

## Rhythm & Blues
Beste weibliche Gesangsdarbietung – R&B (Best R&B Vocal Performance, Female):
- Chaka Khan von Chaka Khan

Beste männliche Gesangsdarbietung – R&B (Best R&B Vocal Performance, Male):
- Billie Jean von Michael Jackson

Beste Darbietung eines Duos oder einer Gruppe mit Gesang – Pop (Best R&B Performance By A Duo Or Group With Vocals):
- Ain’t Nobody von Rufus & Chaka Khan

Beste Instrumentaldarbietung – R&B (Best R&B Instrumental Performance):
- Rockit von Herbie Hancock

Bester R&B-Song (Best R&B Song):
- Billie Jean von Michael Jackson (Autor: Michael Jackson)

## Country
Beste weibliche Gesangsdarbietung – Country (Best Country Vocal Performance, Female):
- A Little Good News von Anne Murray

Beste männliche Gesangsdarbietung – Country (Best Country Vocal Performance, Male):
- I. O. U. von Lee Greenwood

Beste Countrydarbietung eines Duos oder einer Gruppe mit Gesang (Best Country Performance By A Duo Or Group With Vocal):
- The Closer You Get ... von Alabama

Bestes Darbietung eines Countryinstrumentals (Best Country Instrumental Performance):
- Fireball von New South

Bester Countrysong (Best Country Song):
- Stranger in My House von Mike Reid, Interpret Ronnie Milsap

## Jazz
Beste Jazz-Gesangsdarbietung, weiblich (Best Jazz Vocal Performance, Female):
- The Best Is Yet To Come von Ella Fitzgerald

Beste Jazz-Gesangsdarbietung, männlich (Best Jazz Vocal Performance, Male):
- Top Drawer von Mel Tormé

Beste Jazz-Gesangsdarbietung, Duo oder Gruppe (Best Jazz Vocal Performance, Duo Or Group):
- Why Not! von Manhattan Transfer

Beste Jazz-Instrumentaldarbietung, Solist (Best Jazz Instrumental Performance, Soloist):
- Think Of One von Wynton Marsalis

Beste Jazz-Instrumentaldarbietung, Gruppe (Best Jazz Instrumental Performance, Group):
- At The Vanguard vom Phil Woods Quartet

Beste Jazz-Instrumentaldarbietung, Big Band (Best Jazz Instrumental Performance, Big Band):
- All In Good Time von Rob McConnell & The Boss Brass

Beste Jazz-Fusion-Darbietung, Gesang oder instrumental (Best Jazz Fusion Performance, Vocal Or Instrumental):
- Travels von der Pat Metheny Group

## Gospel
Beste weibliche Gospel-Darbietung (Best Gospel Performance, Female):
- Ageless Medley von Amy Grant

Beste männliche Gospel-Darbietung (Best Gospel Performance, Male):
- Walls Of Glass von Russ Taff

Beste Gospel-Darbietung eines Duos oder einer Gruppe (Best Gospel Performance By A Duo Or Group):
- More Than Wonderful von Larnelle Harris & Sandi Patti

Beste weibliche Soul-Gospel-Darbietung (Best Soul Gospel Performance, Female):
- We Sing Praises von Sandra Crouch

Beste männliche Soul-Gospel-Darbietung (Best Soul Gospel Performance, Male):
- I’ll Rise Again von Al Green

Beste Soul-Gospel-Darbietung eines Duos oder einer Gruppe (Best Soul Gospel Performance By A Duo Or Group):
- I’m So Glad I’m Standing Here Today von Barbara Mandrell & Bobby Jones

Beste Inspirational-Darbietung (Best Inspirational Performance):
- He’s A Rebel von Donna Summer

## Latin
Beste Latin-Pop-Darbietung (Best Latin Pop Performance):
- Me enamore von José Feliciano

Beste Tropical-Latin-Darbietung (Best Tropical Latin Performance):
- On Broadway von Tito Puente & His Latin Ensemble

Beste Mexican-American-Darbietung (Best Mexican-American Performance)
- Anselma von Los Lobos

## Blues
Beste traditionelle Blues-Aufnahme (Best Traditional Blues Recording):
- Blues ’n Jazz von B. B. King

## Folk
Beste Ethnofolk- oder traditionelle Folk-Aufnahme (Best Ethnic Or Traditional Folk Recording):
- I’m Here von Clifton Chenier & His Red Hot Louisiana Band

## Für Kinder
Beste Aufnahme für Kinder (Best Recording For Children):
- E. T. The Extra-Terrestrial von Michael Jackson (Produzent: Quincy Jones)

## Sprache
Beste gesprochene oder Nicht-Musik-Aufnahme (Best Spoken Word Or Non-Musical Recording):
- Aaron Copland: A Lincoln Portrait von William Warfield

## Comedy
Beste Comedy-Aufnahme (Best Comedy Recording):
- Eddie Murphy: Comedian von Eddie Murphy

## Musical Show
Bestes Cast-Show-Album (Best Cast Show Album):
- Cats (Complete Original Broadway Cast Recording) von der original Broadway-Besetzung (Produzent: Andrew Lloyd Webber)

## Komposition / Arrangement
Beste Instrumentalkomposition (Best Instrumental Composition):
- Love Theme From Flashdance von verschiedenen Interpreten (Komponist: Giorgio Moroder)

Bestes Album mit Originalmusik geschrieben für einen Film oder ein Fernsehspecial (Best Album Of Original Score Written For A Motion Picture Or A Television Special):
- Flashdance von verschiedenen Interpreten (Komponisten: Michael Boddicker, Irene Cara, Kim Carnes, Douglas Cotler, Keith Forsey, Richard Gilbert, Jerry Hey, Duane Hitchings, Craig Krampf, Ronald Magness, Dennis Matkosky, Giorgio Moroder, Phil Ramone, Michael Sembello, Shandi Sinnamon)

Bestes Instrumentalarrangement (Best Arrangement On An Instrumental):
- Summer Sketches '82 (Arrangeur: Dave Grusin)

Bestes Instrumentalarrangement mit Gesangsbegleitung (Best Instrumental Arrangement Accompanying Vocals):
- What’s New? von Linda Ronstadt (Arrangeur: Nelson Riddle)

Bestes Gesangsarrangement für zwei oder mehr Stimmen (Best Vocal Arrangement For Two Or More Voices):
- Be Bop Medley von Chaka Khan (Arrangeure: Arif Mardin, Chaka Khan)

## Packages und Album-Begleittexte
Bestes Album-Paket (Best Album Package):
- Speaking In Tongues von den Talking Heads

Bester Album-Begleittext (Best Album Notes):
- The Interplay Sessions von Bill Evans (Verfasser: Orrin Keepnews)

## Historische Aufnahmen
Bestes historisches Album (Best Historical Album):
- The Greatest Recordings of Arturo Toscanini – Symphonies, Vol. I von Arturo Toscanini (Produzenten: Allan Steckler, Stanley Walker)

## Produktion und Technik
Beste technische Aufnahme, ohne klassische Musik (Best Engineered Recording, Non-Classical):
- Thriller von Michael Jackson (Technik: Bruce Swedien)

Beste technische Klassikaufnahme (Best Engineered Recording, Classical):
- Mahler: Symphonie Nr. 9 in D des Chicago Symphony Orchestra unter Leitung von Georg Solti (Technik: James Lock)

Produzent des Jahres (ohne Klassik) (Producer of the Year, Non-Classical):
- Michael Jackson und Quincy Jones

Klassik-Produzent des Jahres (Classical Producer of the Year):
- Marc Aubort und Joanna Nickrenz

## Klassische Musik
Bestes Klassik-Album (Best Classical Album):
- Mahler: Symphonie Nr. 9 in D des Chicago Symphony Orchestra unter Leitung von Georg Solti

Beste Orchesteraufnahme (Best Orchestral Recording):
- Mahler: Symphonie Nr. 9 in D des Chicago Symphony Orchestra unter Leitung von Georg Solti

Beste Opernaufnahme (Best Opera Recording):
- Mozart: Le nozze di Figaro von Thomas Allen, Kiri Te Kanawa, Kurt Moll, Lucia Popp, Samuel Ramey, Frederica von Stade und dem London Philharmonic Orchestra unter Leitung von Georg Solti
- Verdi: La Traviata von Plácido Domingo, Cornell MacNeil, Teresa Stratas und dem Metropolitan Opera Orchestra unter Leitung von James Levine

Beste Chor-Darbietung (ohne Oper) (Best Choral Performance other than opera):
- Haydn: The Creation vom Chicago Symphony Orchestra und Chor unter Leitung von Georg Solti

Beste Soloinstrument-Darbietung mit Orchester (Best Classical Performance – Instrumental Soloist or Soloists with Orchestra):
- Haydn: Trompetenkonzert in Es-Dur / Leopold Mozart: Trompetenkonzert in D-Dur / Hummel: Trompetenkonzert in Es-Dur von Wynton Marsalis und dem National Philharmonic Orchestra unter Leitung von Raymond Leppard

Beste Soloinstrument-Darbietung ohne Orchester (Best Classical Performance – Instrumental Soloist or Soloists without Orchestra):
- Beethoven: Klaviersonate Nr. 12 und 13 von Glenn Gould

Beste Kammermusik-Darbietung (Best Chamber Music Performance):
- Brahms: Sonate für Cello und Klavier in E-Moll, Op. 38 und Sonate in F-Dur, Op. 99 von Mstislaw Rostropowitsch und Rudolf Serkin

Beste klassische Solo-Gesangsdarbietung (Best Classical Vocal Soloist Performance):
- Leontyne Price & Marilyn Horne in Concert at the Met von Leontyne Price und Marilyn Horne

## Musikvideo
Bestes Musik-Kurzvideo (Best Video, Short Form):
- Girls On Film/Hungry Like The Wolf von Duran Duran

Bestes Musik-Langvideo (Best Video, Long Form):
- Duran Duran von Duran Duran

## Special Merit Awards

### Grammy Lifetime Achievement Award
- Chuck Berry
- Charlie Parker

Trustees Award
- Béla Bartók